# Forêt de Soignes
La forêt de Soignes (/swaɲ/ ; en latin : Sonia silva ; en néerlandais : Zoniënwoud ; en allemand : Sonienwald) est une forêt périurbaine d’environ 5 000 ha (aujourd’hui fragmentée par le réseau routier et ferré), située au sud-est de Bruxelles, dans la partie centrale de la Belgique et dont un cinquième de la superficie, située sur le territoire de Bruxelles-Capitale, est connexe avec le bois de la Cambre, promenade forestière et champêtre qui pénètre dans la ville jusqu’à 4 kilomètres du centre-ville. En pénétrant sous les arbres du bois de la Cambre, puis de la forêt de Soignes, le promeneur, s’il se dirige vers le sud, débouche, 14 kilomètres plus loin, à Waterloo. Depuis 2017, 270 ha sont classés patrimoine mondial de l’UNESCO.
La principale caractéristique de la forêt de Soignes est d’être composée à près de 80 % de hêtres issus de plantations ou de régénération naturelle, dont les hautes futaies ont fait surnommer une partie du massif « la hêtraie cathédrale ».
La surface actuelle de la forêt de Soignes proprement dite est de 4 383 hectares, que l’on peut étendre à environ 5 000 hectares si l’on y inclut d’autres étendues boisées publiques contiguës qui en faisaient partie dans le passé, comme le bois bruxellois de La Cambre. C’est une des plus grandes forêts périurbaines d’Europe, mais elle n’est que le vestige de la vaste forêt qui a autrefois couvert une bonne partie du Brabant et du Nord de la France.
Parmi les éléments du massif, le bois de la Cambre (en néerlandais : Ter Kamerenbos) s’enfonce au cœur de la ville, le bois des Capucins contient l’arboretum de Tervuren, le parc Tournay-Solvay, le domaine Solvay de La Hulpe, le bois de Tervuren et le domaine du Rouge-Cloître (Rood-Klooster, en néerlandais) complètent cet ensemble.

## Histoire
Après la dernière période glaciaire (−10 000 ans), la végétation évolue lentement avec la stabilisation du climat du type toundra vers le type forestier.

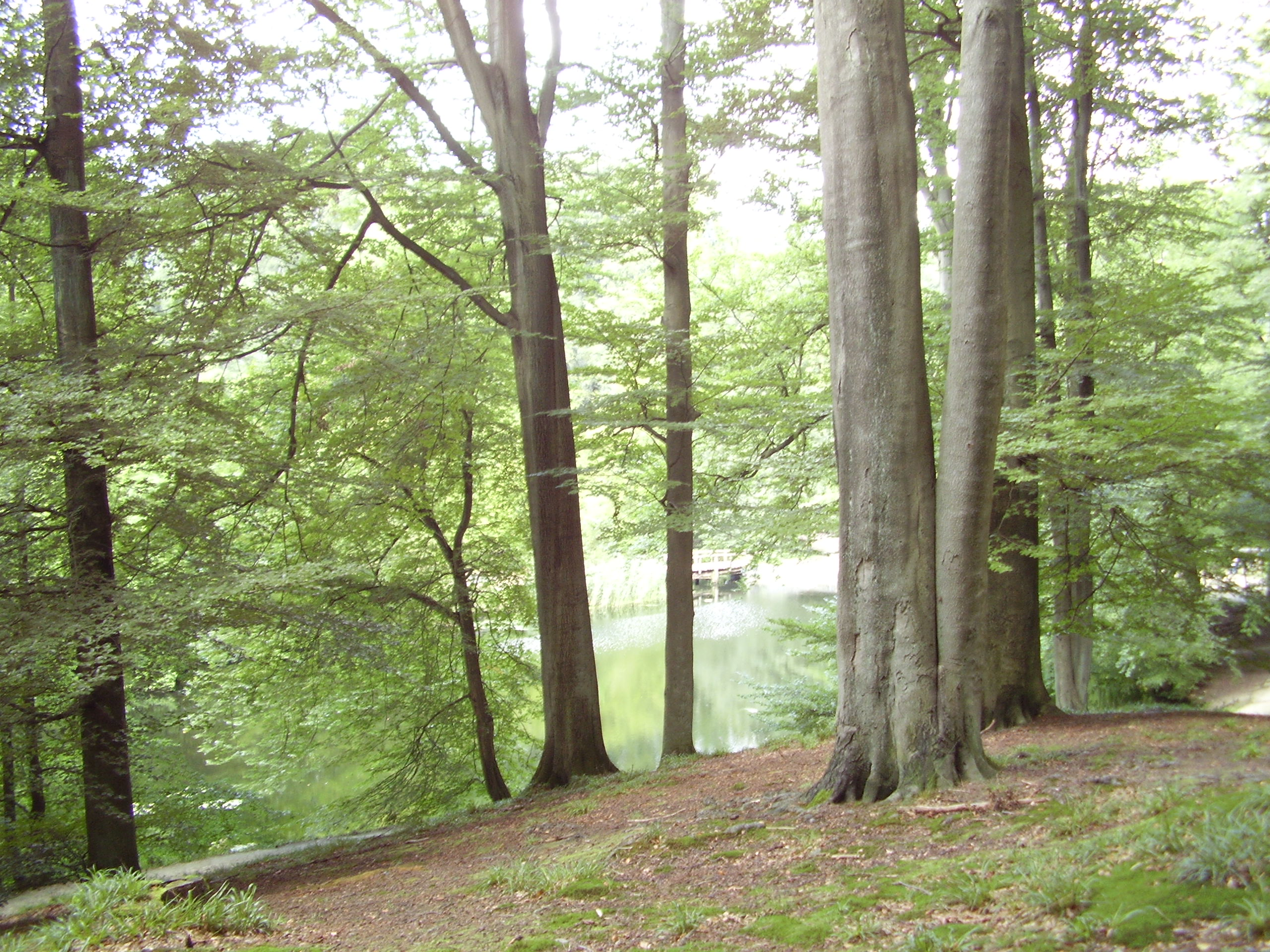
Vallon.

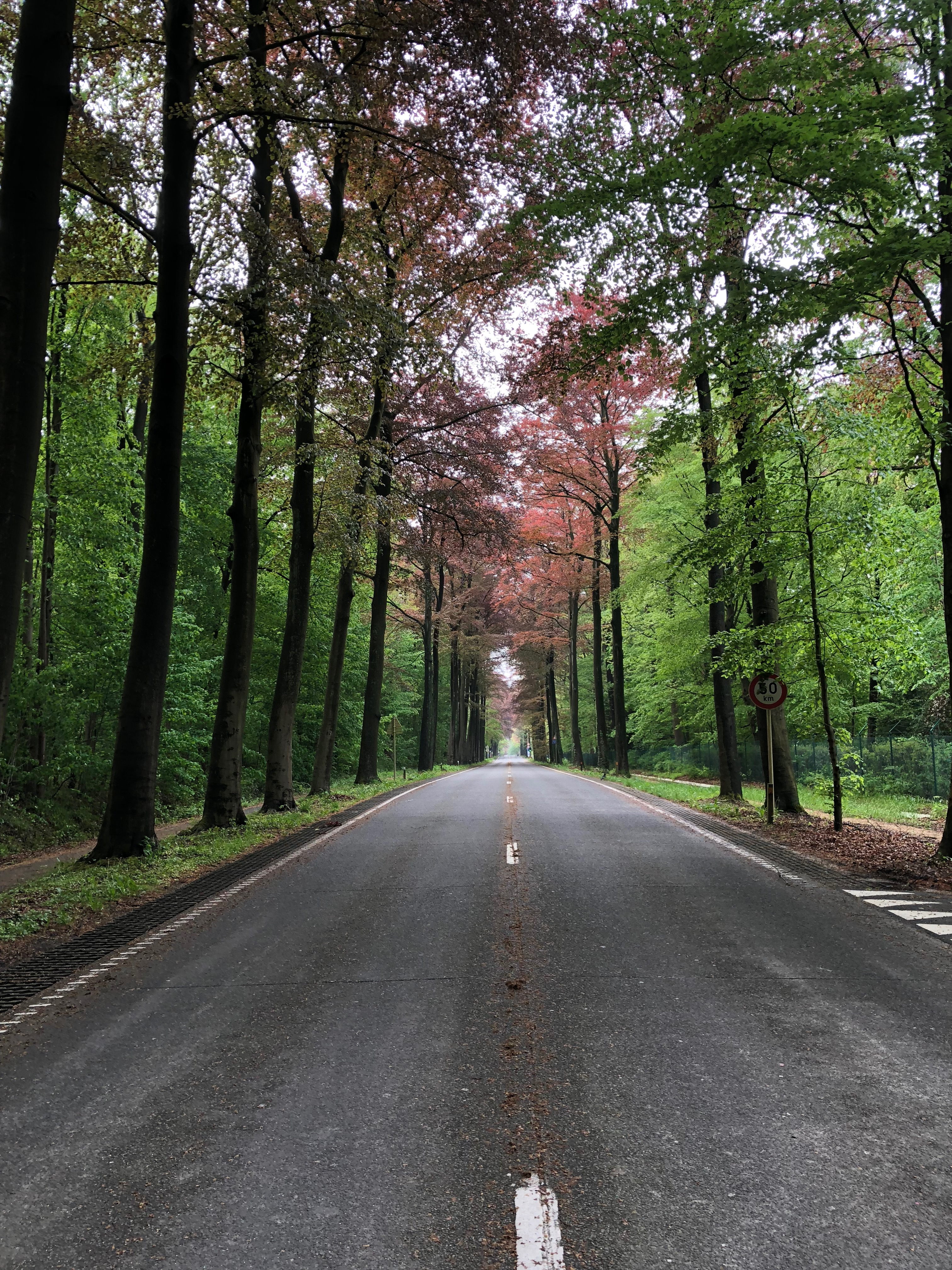
Drève de Lorraine, bordée de magnifiques hêtres rouges.

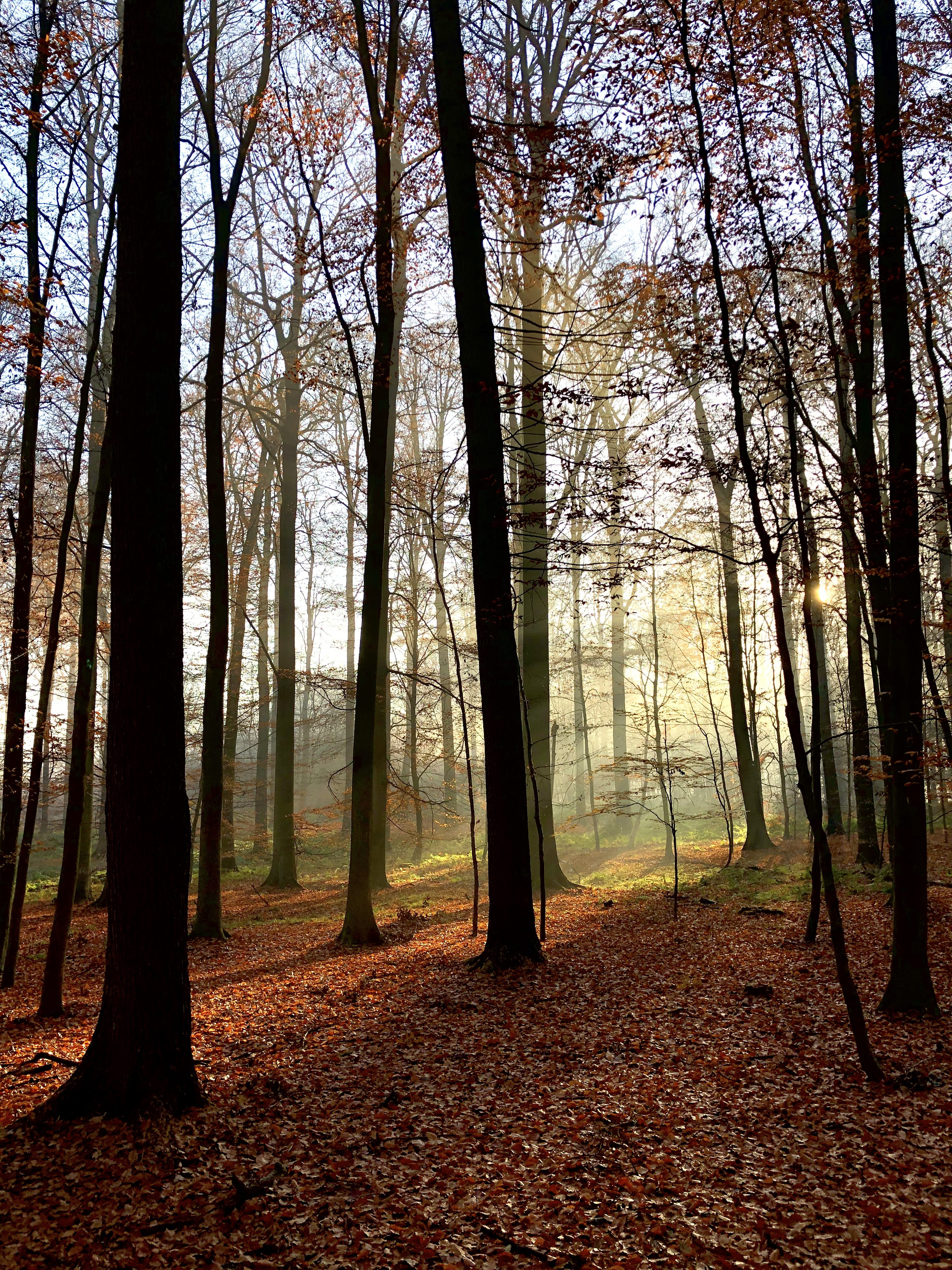
Lumière d'automne au sentier du Kaasmans.

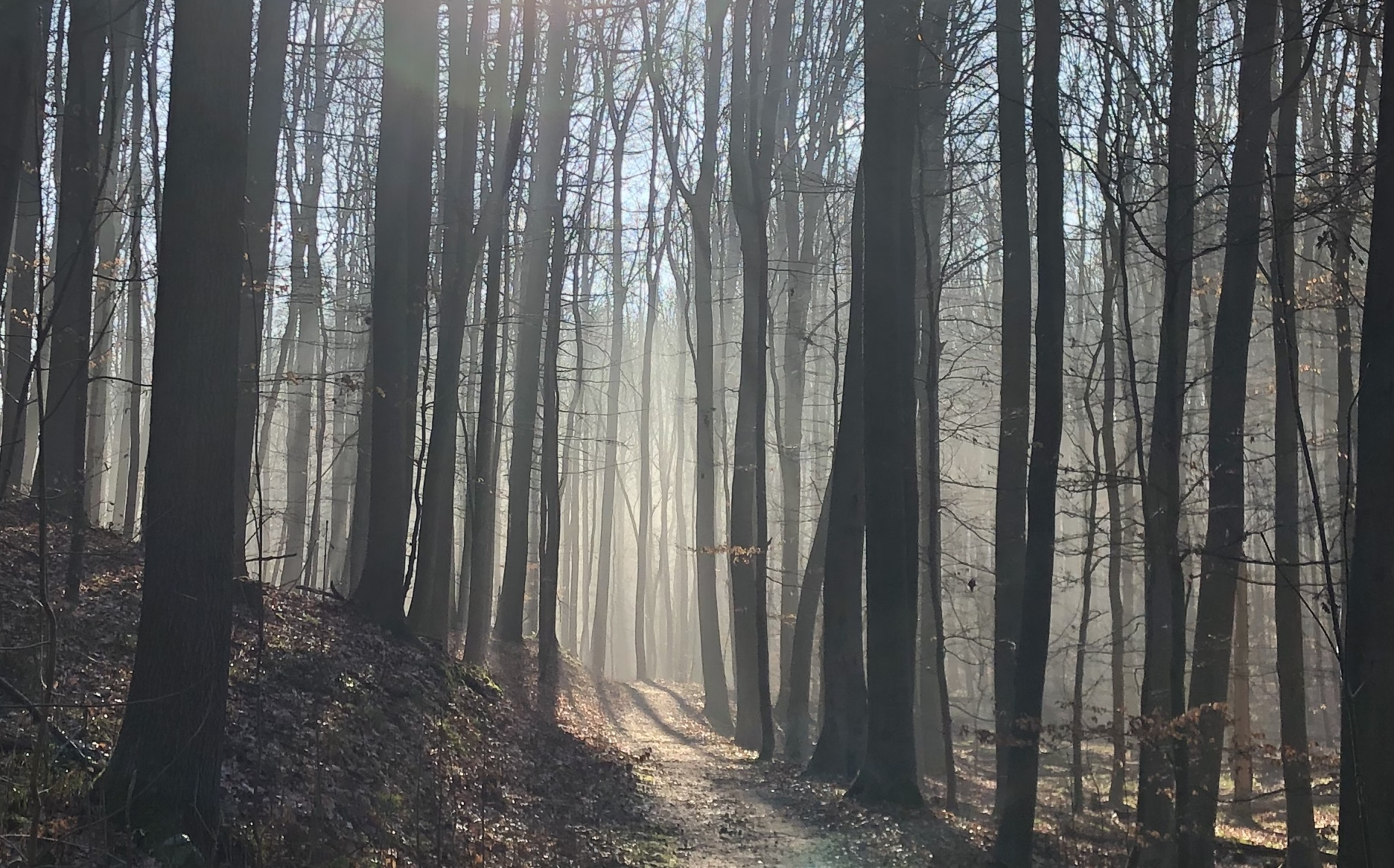
Sentier du Botermans en hiver.

Des traces archéologiques d’établissements humains, haches de pierre, pointes de flèches, grattoirs, percuteurs, ainsi que des vases sphériques à col évasé (conservés aux Musées royaux d'art et d'histoire) datant de 3 000 à 2 200 ans av. J.-C. ont été découverts entre le vallon des Enfants Noyés et le vallon du Vuylbeek. À cette époque, la forêt s’étendait sur la plus grande partie de l’Europe occidentale. Des tumuli (buttes de terre élevées au-dessus d’une tombe) sans doute construits durant le Ier millénaire av. J.-C. sont visibles.
Au début de notre ère, la forêt de Mormal ne portait pas ce nom, mais était noyée dans l’immense forêt hercynienne ou Hercynie que Pomponius Mela, premier géographe romain que l’histoire ait retenu, décrit comme la forêt « la plus considérable » de Gaule, et « aussi la plus connue ». Il dit qu’elle « couvre un terrain de soixante jours de marche ». Jules César et d’autres auteurs de l’Antiquité citent aussi cette forêt comme la plus grande de Gaule.
Au début de l’ère chrétienne, la forêt est encore immense, mais commence à être significativement exploitée (bois, fruits et gibier). Son nom de forêt Charbonnière (Carbonaria silva) employé au haut Moyen Âge laisse penser qu’on y fabriquait aussi le charbon de bois nécessaire aux forges. La forêt de Mormal, mentionnée aux XIIe et XIIIe siècles s’étendait encore loin vers le sud, le long de la Sambre (ce que ne pense pas Ch. Duvivier) ; Guichardin pensait qu’elle se prolongeait encore jusqu’au Quesnoy. De Dynter fait traverser cette forêt par Clodion le Chevelu, mais il la confond avec la Charbonnière telle qu’elle existait au Ve siècle.
Vers l’an mil, la forêt de Soignes (dont l’étymologie serait liée au nom celtique Senne, senna ou sunnia, eau calme[réf. nécessaire]), devient propriété de chasse des comtes de Louvain, qui deviendront ducs de Brabant, et de leurs héritiers.
Grâce à cela, comme quelques autres forêts royales, elle a en partie échappé au défrichement. Plusieurs abbayes ou communautés monastiques, reçoivent l’autorisation de s’y installer. Au XVe siècle, De Dynter réduit la forêt Charbonnière à la forêt de Mormal
Sous l’empereur Charles Quint, elle couvre encore 20 000 hectares. Elle reste un terrain de chasse, mais une exploitation du bois plus systématique y est pratiquée, en coupe à blanc, parcelle après parcelle, et on laisse ensuite la forêt se régénérer. Durant les périodes troublées du XVIe et du XVIIe siècle, la forêt est surexploitée et ne se renouvelle plus naturellement ; sa surface se réduit.
La période autrichienne (1714-1795) y connait un reboisement systématique par plantation de hêtres, ce qui change profondément l’aspect de la forêt jusque-là composée d’un mélange de diverses essences de feuillus. Les futaies les plus anciennes datent de cette période. De la période française (1795-1814) datent le code forestier et les plantations de chênes. En 1822, à l’époque du royaume uni des Pays-Bas, puis de 1831 à 1836 durant les premières années de l’État belge, alors qu’elle appartient à la Société générale de Belgique, une grande partie de la forêt divisée en « triages » est mise en vente publique. La forêt perd les trois cinquièmes de sa superficie passant de 11 500 à 4 694 hectares. L’essentiel des terrains vendus est défriché par les nouveaux propriétaires privés. Une partie constitue aujourd’hui le domaine d’Argenteuil, le domaine Solvay ou encore le domaine de l’arboretum de Tervuren. La forêt restante est rachetée par traité le 5 novembre 1842 par l’État belge. Le plan est dressé par le géomètre forestier Jean-Baptiste De Roy le 24 janvier 1843. Cette surface de 4 386 hectares sera encore amputée par la création de routes, d’un chemin de fer et de deux hippodromes.
En 2017, elle est en partie classée patrimoine mondial de l’UNESCO et ce en raison de ces anciennes hêtraies.

## Monuments et édifices
- Les trois Fontaines (Drie fonteinen en néerlandais) (Auderghem). À cet endroit, à l’époque peu sûr, le duc Jean III de Brabant fit construire en 1323 un refuge fortifié entouré de douves et flanqué d’un donjon et d’une chapelle. Au début du XVe siècle, après l’ajout d’un nouveau bâtiment, le petit fort devint la résidence du gruyer, l’officier chargé de veiller sur le terrain de chasse des ducs. Les braconniers y étaient enfermés et une petite garnison y avait ses quartiers. En 1584, un incendie détruisit le donjon qui fut reconstruit. Le bâtiment actuel date de cette époque. Le donjon et les autres bâtiments ont été détruits au début du XIXe siècle.
- Mémorial aux forestiers (Boswachtersmonument en néerlandais) (Uccle). Ce monument, composé d’un dolmen entouré d’un cercle de onze pierres dressées, a été érigé en 1920 en souvenir de onze gardes forestiers tués lors de la Première Guerre mondiale.
- Onze-Lieve-Vrouw van Welriekende (Notre-Dame de Bonne Odeur, en français) (Hoeilaart). En 1485, le chanoine de l’abbaye de Groenendael, fit construire une chapelle dédiée à Notre-Dame de Bonne Odeur, alors invoquée pour combattre les fièvres. Après avoir traversé siècles et guerres et échappé aux iconoclastes, elle fut détruite en 1864 pour se trouver malencontreusement sur le trajet prévu de la route de Mont Saint-Jean. Reconstruite cent mètres plus loin, elle est toujours un lieu de pèlerinage.
- L’Arboretum de Tervuren, que l’on peut considérer comme un monument vivant puisqu’il est composé de nombreuses espèces d’arbres importés, au dix-neuvième siècle, de divers pays pour être acclimatés en Belgique.
- Mémorial aux victimes des attentats du 22 mars 2016 à la station de métro Maelbeek et à Brussels Airport. 32 arbres ont été plantés à leur mémoire. Le concepteur du mémorial est le paysagiste Bas Smets[13].

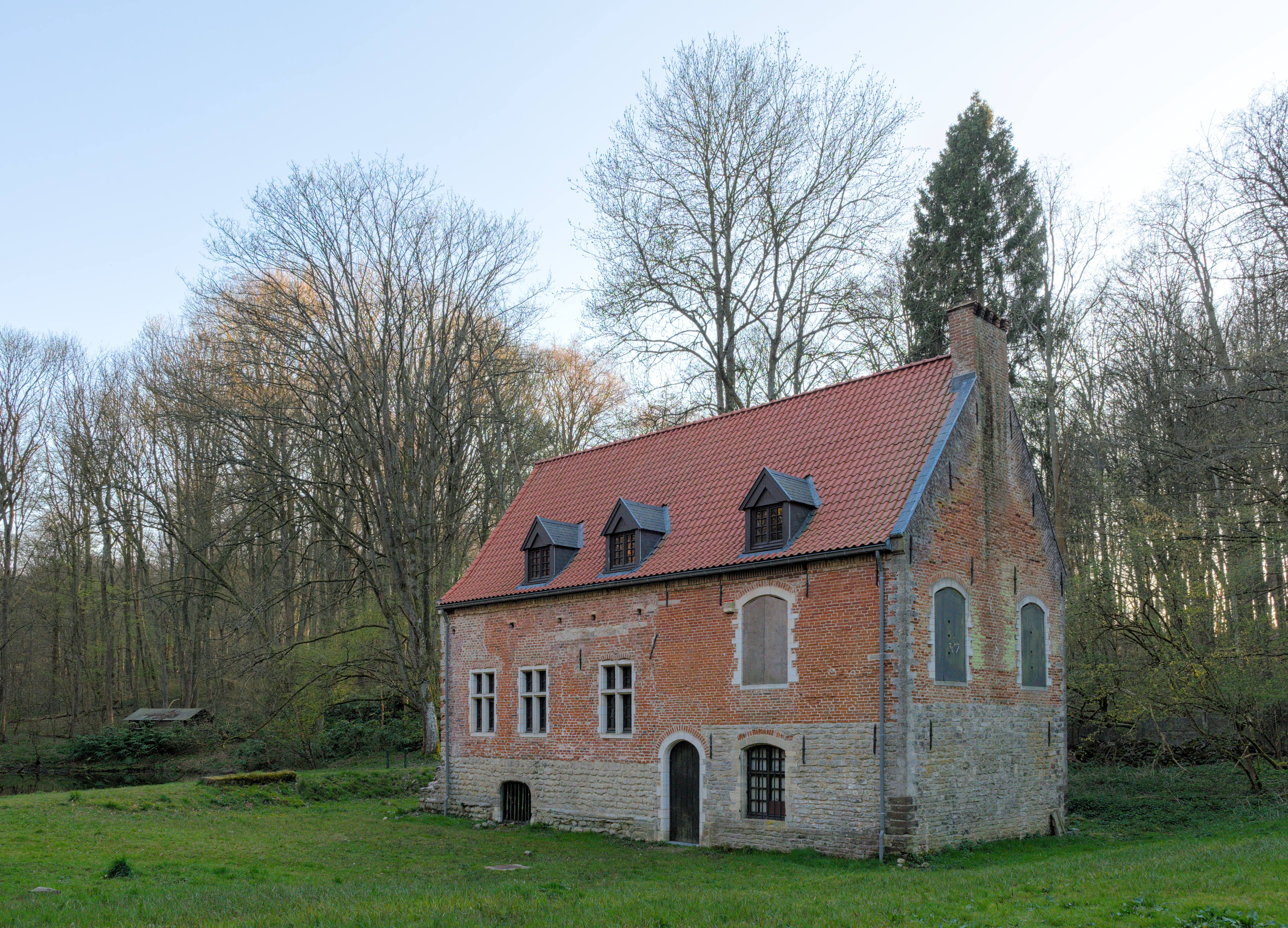
Le seul édifice subsistant du château de Trois-Fontaines.
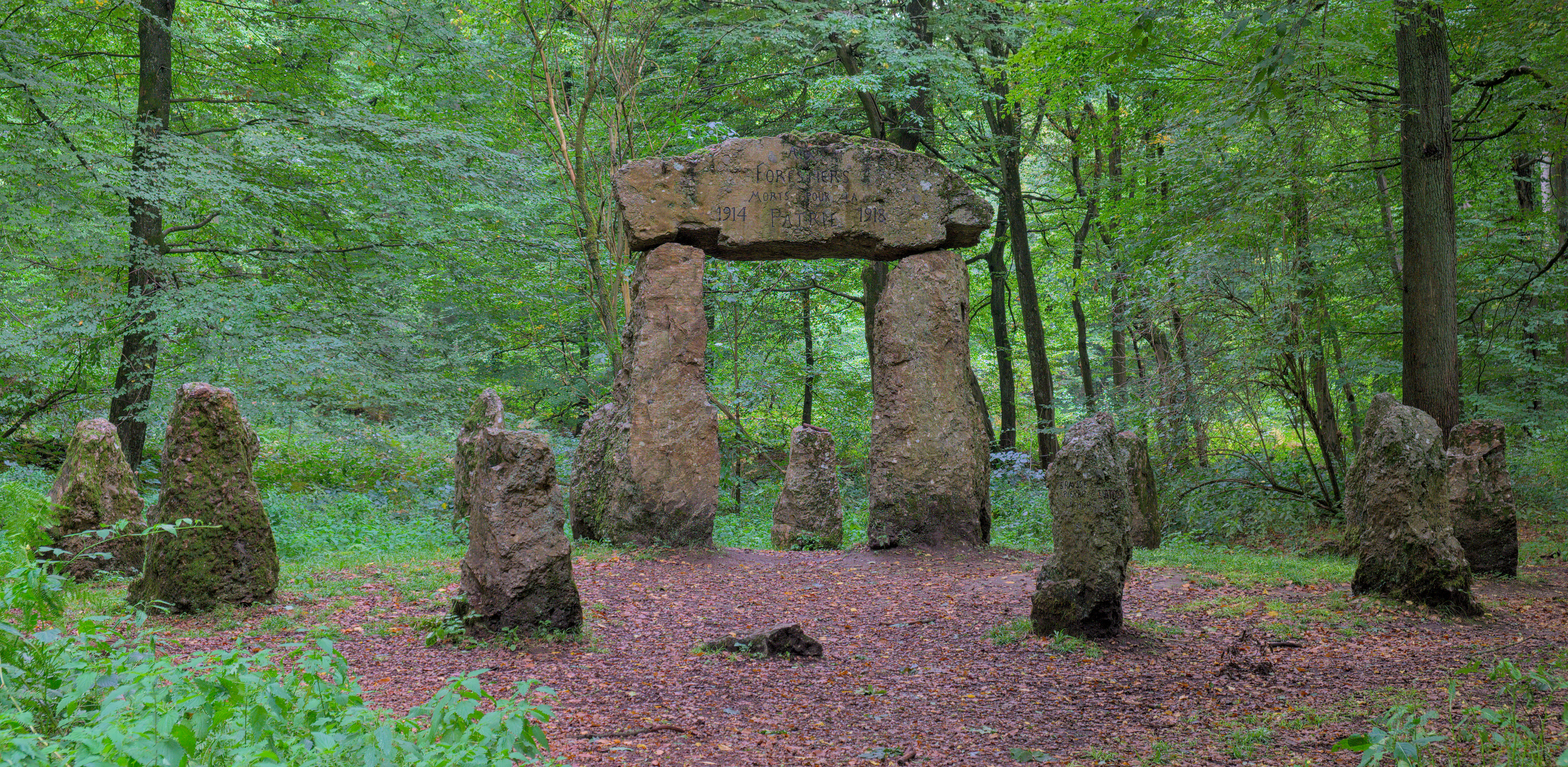
Mémorial aux onze gardes forestiers.
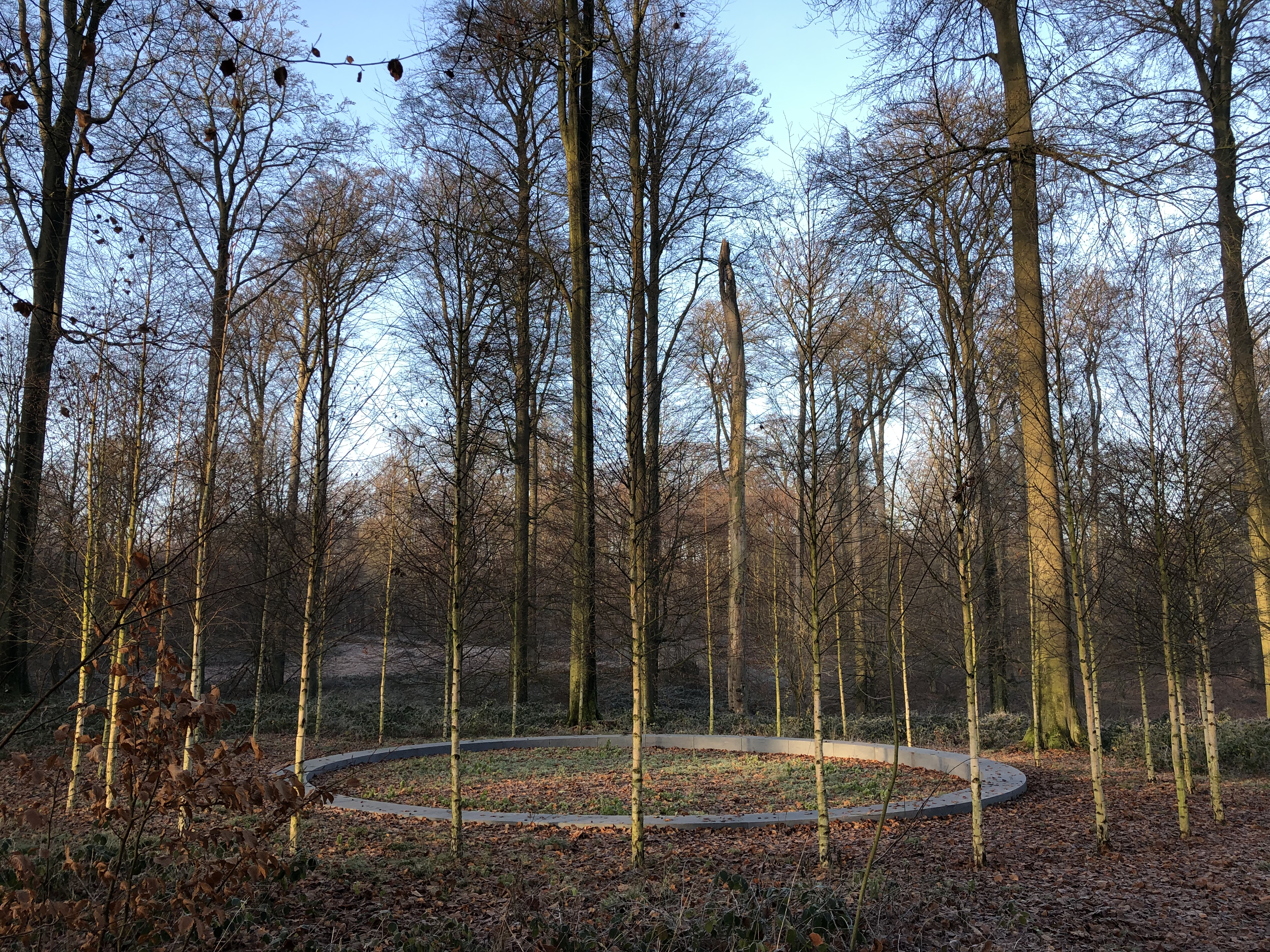
Mémorial aux victimes des attentats du 22 mars 2016[14], situé drève de l'Infante.

### Les trois prieurés de la forêt de Soignes
Les trois prieurés existants dans la forêt de Soignes au début du XVe siècle, Groenendael, Rouge-Cloître et Sept Fontaines avaient adopté la règle des chanoines de Saint Victor préconisée par Ruysbroeck, ce qui ne pouvait manquer de les rapprocher. C’est ainsi que fut constituée en 1402 une congrégation dont Groenendael prit la tête.

## Gestion et économie

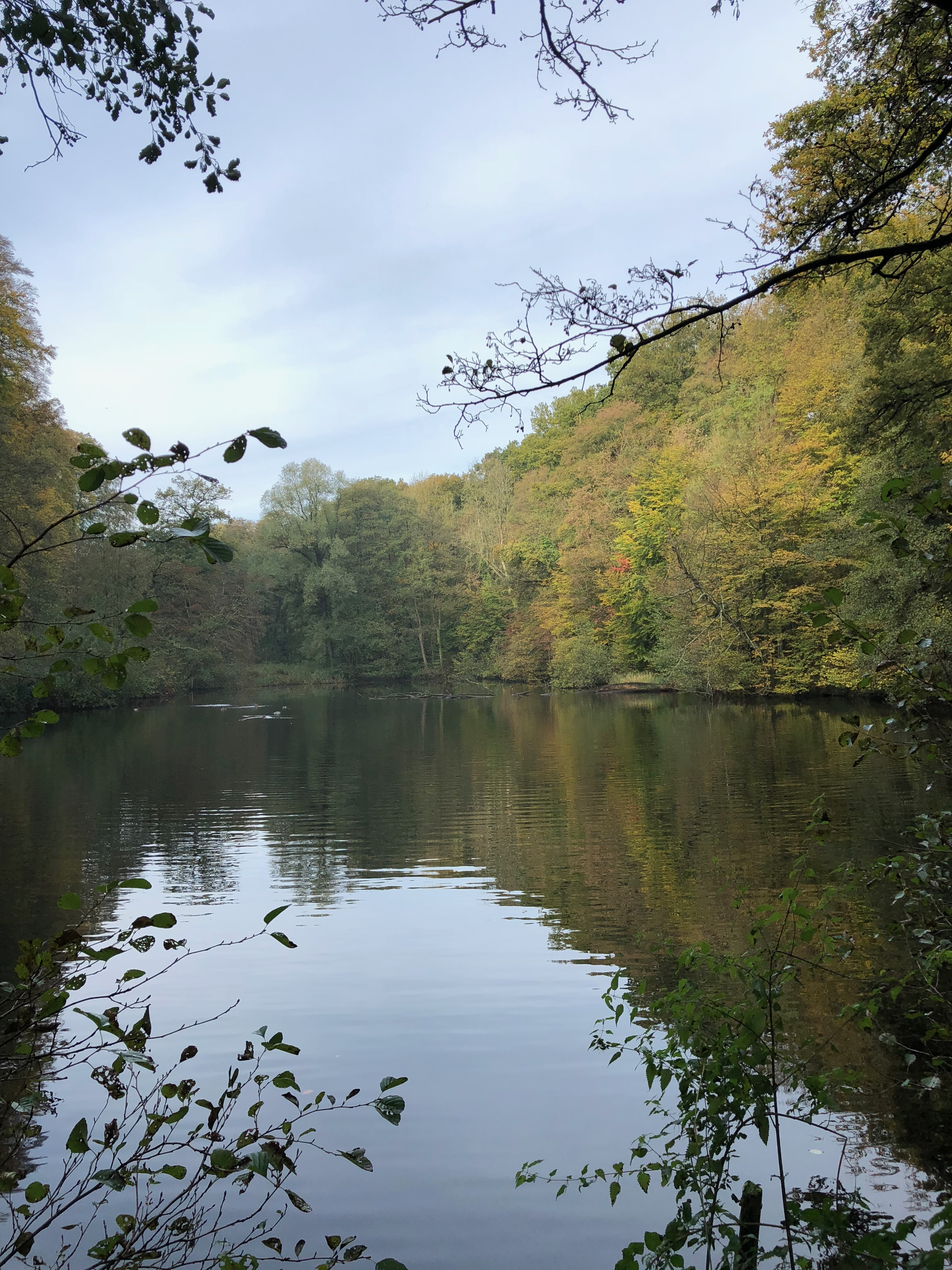
Étang des Canards sauvages (Réserve naturelle des Enfants Noyés).

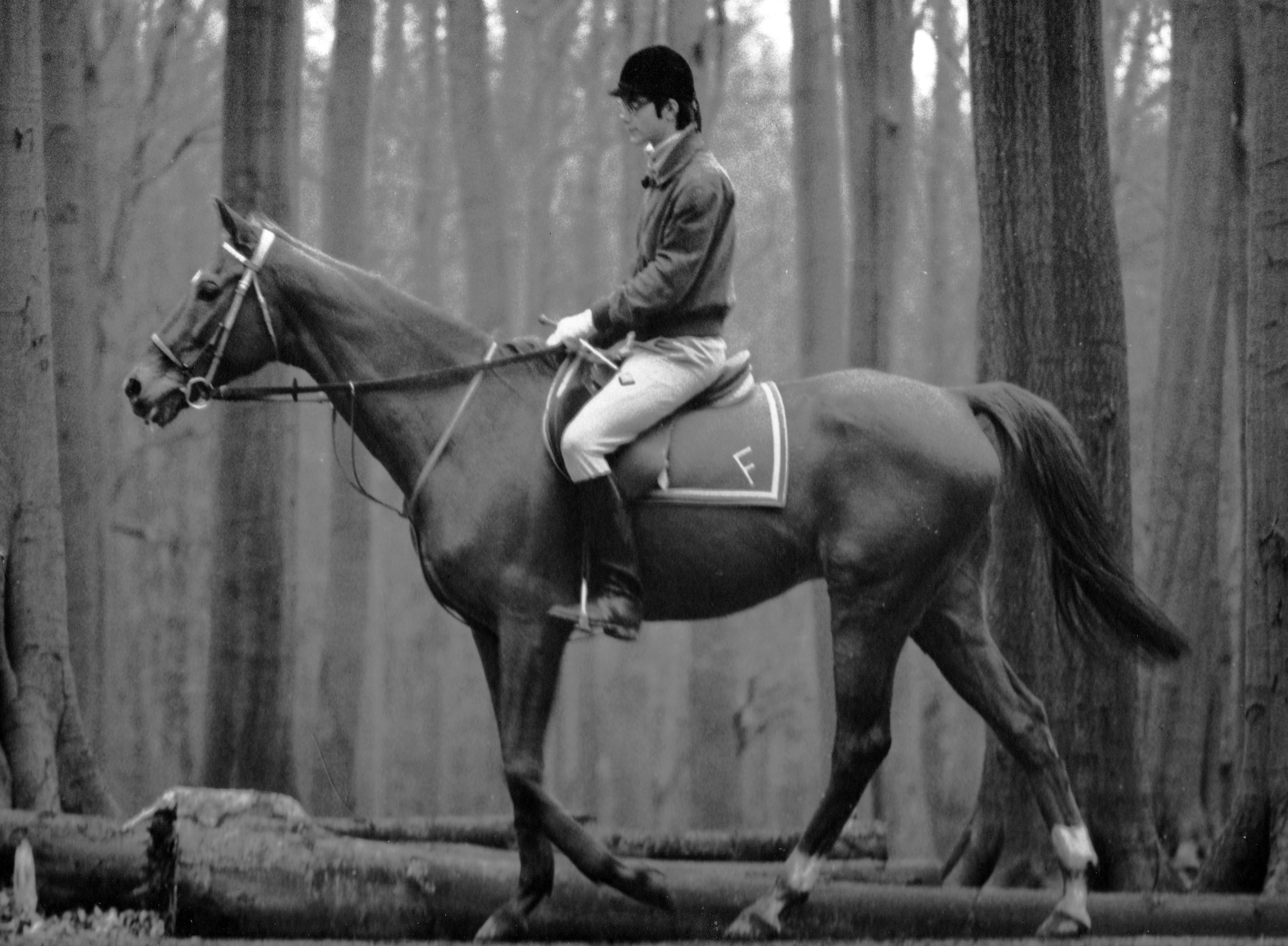
La forêt de Soignes, ici au sentier des Merles, lieu propice idéal depuis toujours pour les cavaliers.

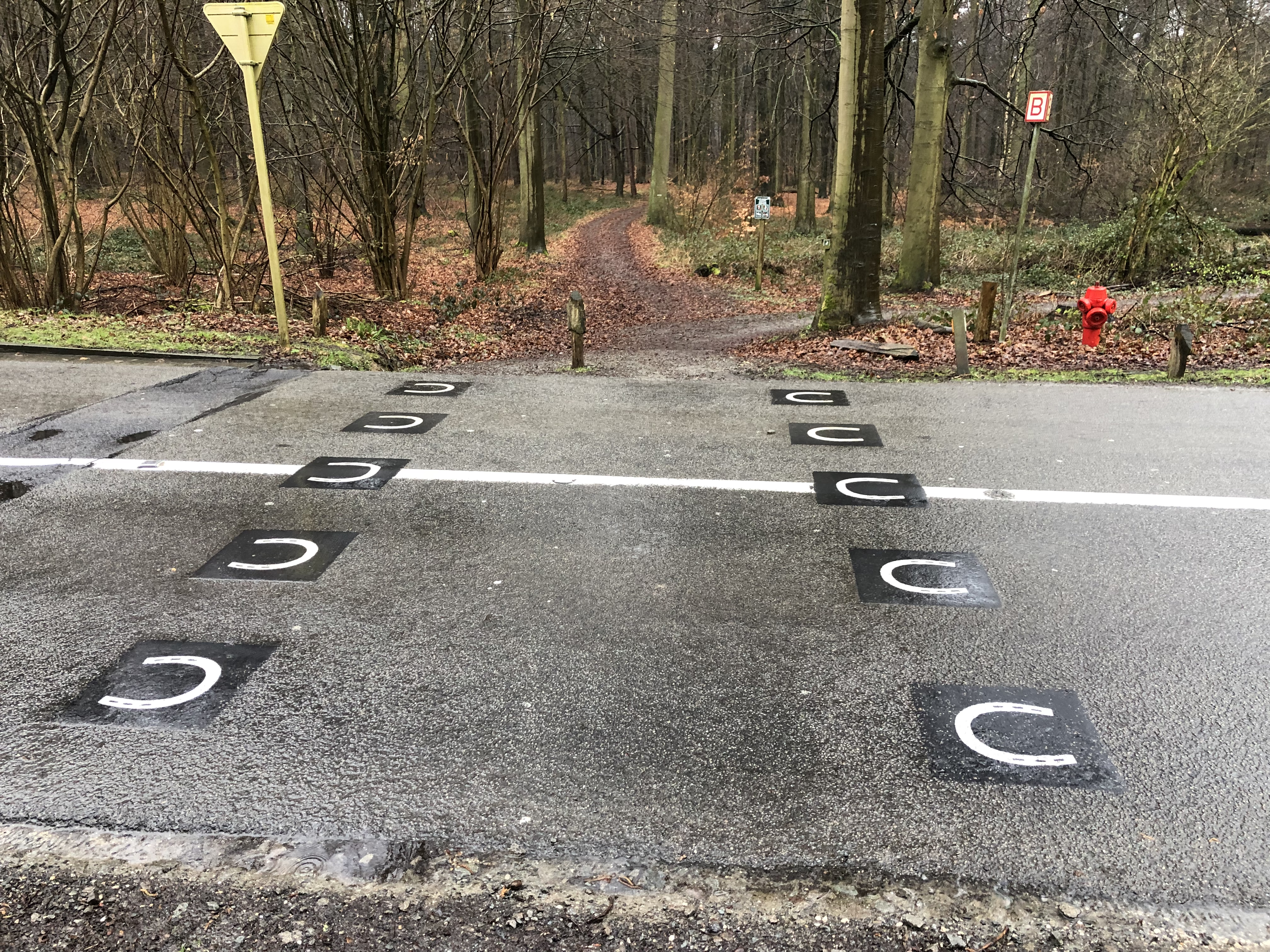
Marquage pour chevaux en forêt de Soignes, ici à la drève Saint-Hubert.

Lors de la régionalisation de 1984, la superficie de la forêt et sa gestion ont été réparties entre les trois régions du pays : 56 % sont gérés par la Région flamande, 38 % par la Région de Bruxelles-Capitale et 6 % par la Région wallonne, les 347 hectares du bois des Capucins étant gérés par la Donation royale.
Cette situation n’a pas été sans poser de nombreux problèmes quant à la cohérence des politiques des réglementations et de la signalisation.
La localisation de la forêt en bordure d’une grande ville en fait un endroit très fréquenté par les promeneurs à pied, à cheval ou à bicyclette, et une aire de jeux pour les mouvements de jeunesse. Pour faciliter la coexistence entre les différents usagers de la forêt, Bruxelles Environnement a créé une plateforme indépendante. La Plateforme de la forêt de Soignes est un espace d’échange entre les acteurs de la forêt et un relais entre les usagers et Bruxelles Environnement.
Cette forêt est considérée comme le « poumon vert » de Bruxelles. Les 1 657 ha gérés par Bruxelles Environnement – IBGE, représentent plus de 10 % de la surface totale de la Région bruxelloise et 60 % des espaces verts bruxellois ouverts au public. L’exploitation des ressources de la forêt reste cependant une activité importante. La tâche des gestionnaires est d’assurer les fonctions récréatives, tout en préservant l’équilibre écologique fragile de ce milieu sensible. Les ventes de bois annuelles sont gérées afin d’assurer la régénérescence des espèces et leurs produits est utilisé pour acquérir de nouveaux espaces verts publics dans la région.
Pour ces raisons, la chasse en forêt de Soignes a été suspendue en 1974 et interdite quelques années plus tard. La cueillette des plantes et champignons est également prohibée dans les parties flamande et bruxelloise. Certaines parties sont fermées au public pour permettre leur régénération. Le balisage réserve certains chemins et sentiers à l’une ou l’autre catégorie de promeneurs, piétons, cavaliers ou cyclistes, et dans certaines zones on ne peut s’écarter des sentiers.

### Sylviculture

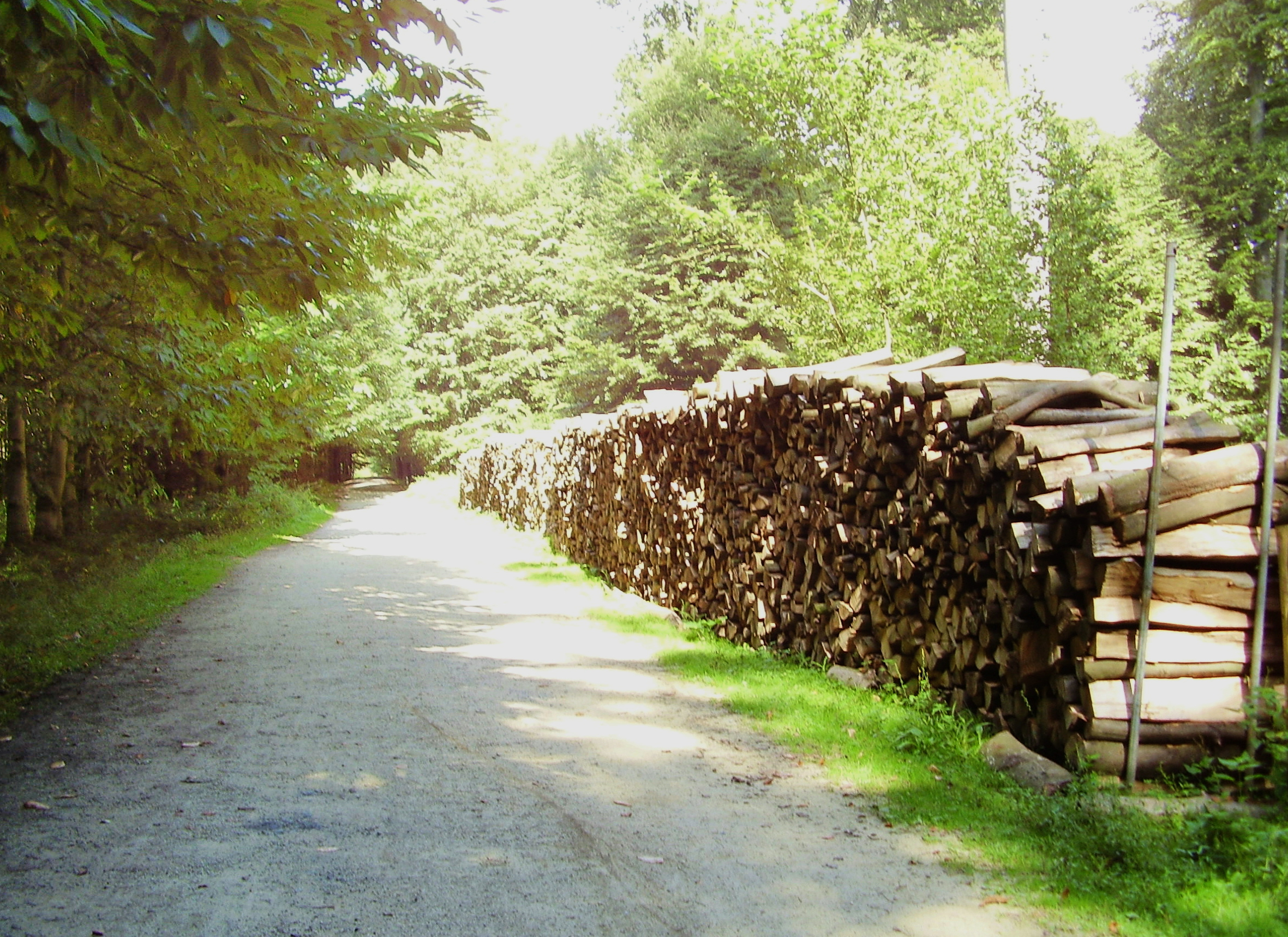
Bois de chauffage.

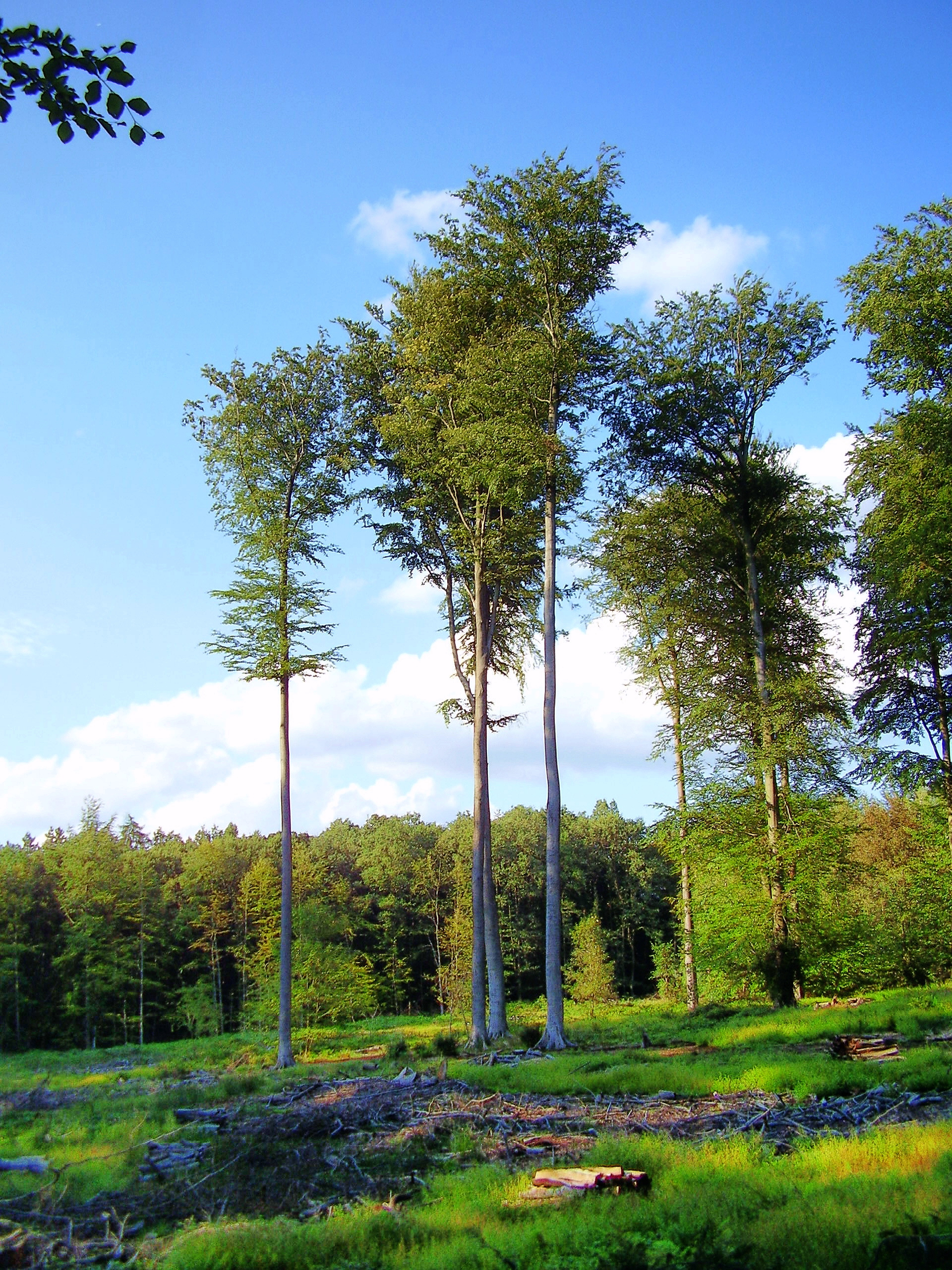
Coupe à blanc.

La hêtraie héritée du mode de gestion initié au XVIIe siècle et poursuivi ensuite, est le résultat d’une vision de la forêt centrée exclusivement sur sa rentabilité. Cette monoculture de près de 80 % de hêtres et 10 % de chênes également présents, était destinée à fournir un bois de haute qualité. Les peuplements sont constamment éclaircis pour favoriser les arbres les plus intéressants commercialement. L’élagage naturel et la recherche de la lumière produisent des fûts hauts et droits. La hauteur maximale des hêtres et des chênes est atteinte au bout de 80 ans après quoi, le diamètre du tronc continue à augmenter. Les hêtres sont généralement abattus après avoir atteint les 200 ans, bien qu’ils puissent vivre plus vieux, la qualité du bois diminue ensuite et l’âge les rend plus vulnérables aux maladies et insectes xylophages (scolyte du hêtre). Ce type de culture qui produit sur chaque parcelle des futaies de même âge et essence, oblige à effectuer des « coupes à blanc » qui laissent le terrain à nu, les groupes de hêtres de haute taille ne permettant pas aux jeunes pousses d’apparaître.
Aujourd’hui, les fonctions sociales et écologiques de la forêt ont pris de l’importance. La futaie irrégulière est privilégiée, elle consiste en un mélange d’arbres d’essences et de classes d’âge différentes, ce qui limite les changements radicaux du milieu au moment des abattages et a de multiples avantages du point de vue de la biodiversité. Ce type forestier, plus lumineux et varié, offre des niches écologiques à un plus grand nombre d’espèces animales et végétales et enrichit le sol par un humus de meilleure qualité. Il a aussi l’avantage d’opposer une plus grande résistance aux maladies et aux intempéries.
Des peuplements de résineux sont présents sur certaines parcelles aux sols sablonneux, pauvres en limon et minéraux qui ne conviennent pas aux feuillus.

### Projets immobiliers
La lisière de la forêt de Soignes est l'objet de permanentes procédures juridiques engagées par les Amis de la forêt de Soignes contre des projets immobiliers menaçant ce patrimoine naturel.

## Topographie et géologie

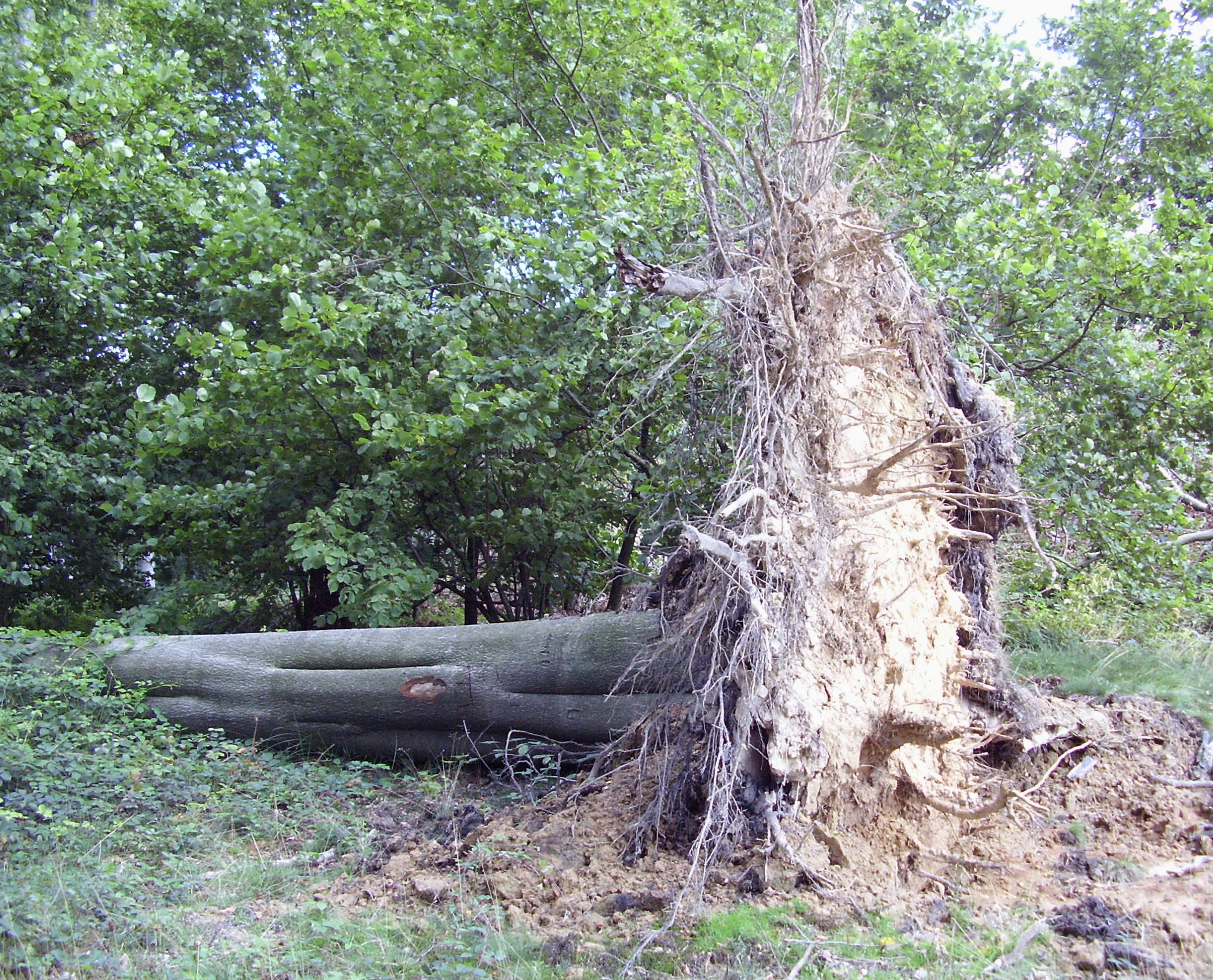
Chablis, l’un des stades naturels du cycle sylvogénétique.

L’altitude de la forêt de Soignes varie de 65 mètres à 132 mètres. La couverture forestière permanente du terrain depuis la dernière glaciation a préservé les reliefs et les différentes couches géologiques superficielles de la région détruites ailleurs par l’agriculture et les autres activités humaines.
Sur un socle rocheux qui date de l’ère Primaire se sont déposées au cours du Tertiaire (de −55 à –2 millions d’années) différentes couches sablonneuses aux propriétés et compositions diverses en fonction des périodes où les mers recouvraient la région. La couche de l’Yprésien, riche en argile et donc imperméable, a permis la constitution de nappes phréatiques dans les couches de sables moins profondes, permettant aujourd’hui la captation d’eau potable en forêt. D’autres couches contiennent par endroits du grès calcaire, qui a été utilisé par exemple pour la construction de la cathédrale Saints-Michel-et-Gudule. Toutes ces couches sont riches en fossiles de plantes et d’animaux marins des climats tropicaux.
C’est au Quaternaire, durant la période des grandes glaciations, que s’est formé le relief actuel du terrain. À chaque période de dégel superficiel, l’eau ne pouvant pas pénétrer dans le sol gelé en permanence a, par son ruissellement, provoqué une profonde érosion, donnant au terrain ce relief fortement raviné qu’on lui connaît aujourd’hui. Par endroits, en creusant jusqu’à la nappe aquifère, elle a permis l’apparition de sources et de zones humides. C’est à la fin de cette époque que se sont formées les couches limoneuses, par endroits de plusieurs mètres d’épaisseur, constituées de particules fines apportées par le vent. Sous la couche superficielle, mélange de limon et d’humus, de trente à cinquante centimètres d’épaisseur, se trouve une couche très compacte appelée fragipan, typique des climats polaires, qui ne subsiste que là où le sol n’a pas été labouré. Cette couche empêche les hêtres de s’ancrer profondément dans le sol et rend ces géants très instables. À chaque tempête, des dizaines d’arbres tombent comme des dominos (chablis) en révélant leur système racinaire très superficiel.
Les caractéristiques géologiques de la forêt de Soignes expliquent sa grande vulnérabilité aux dégâts causés par les eaux de ruissellement des routes et par la fréquentation excessive de promeneurs et cyclistes dont le passage compacte ou érode les sols.

## Écologie
Selon l’IBGE, la forêt de Soignes abrite encore une quarantaine d’espèces de mammifères, 132 espèces d’oiseaux, de nombreuses espèces de reptiles, d’amphibiens et d’insectes.

### Faune

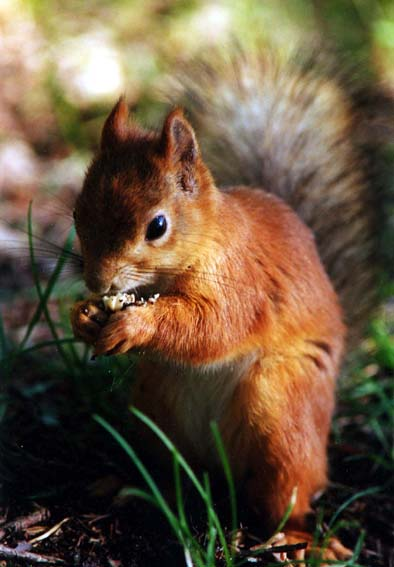
Écureuil roux.

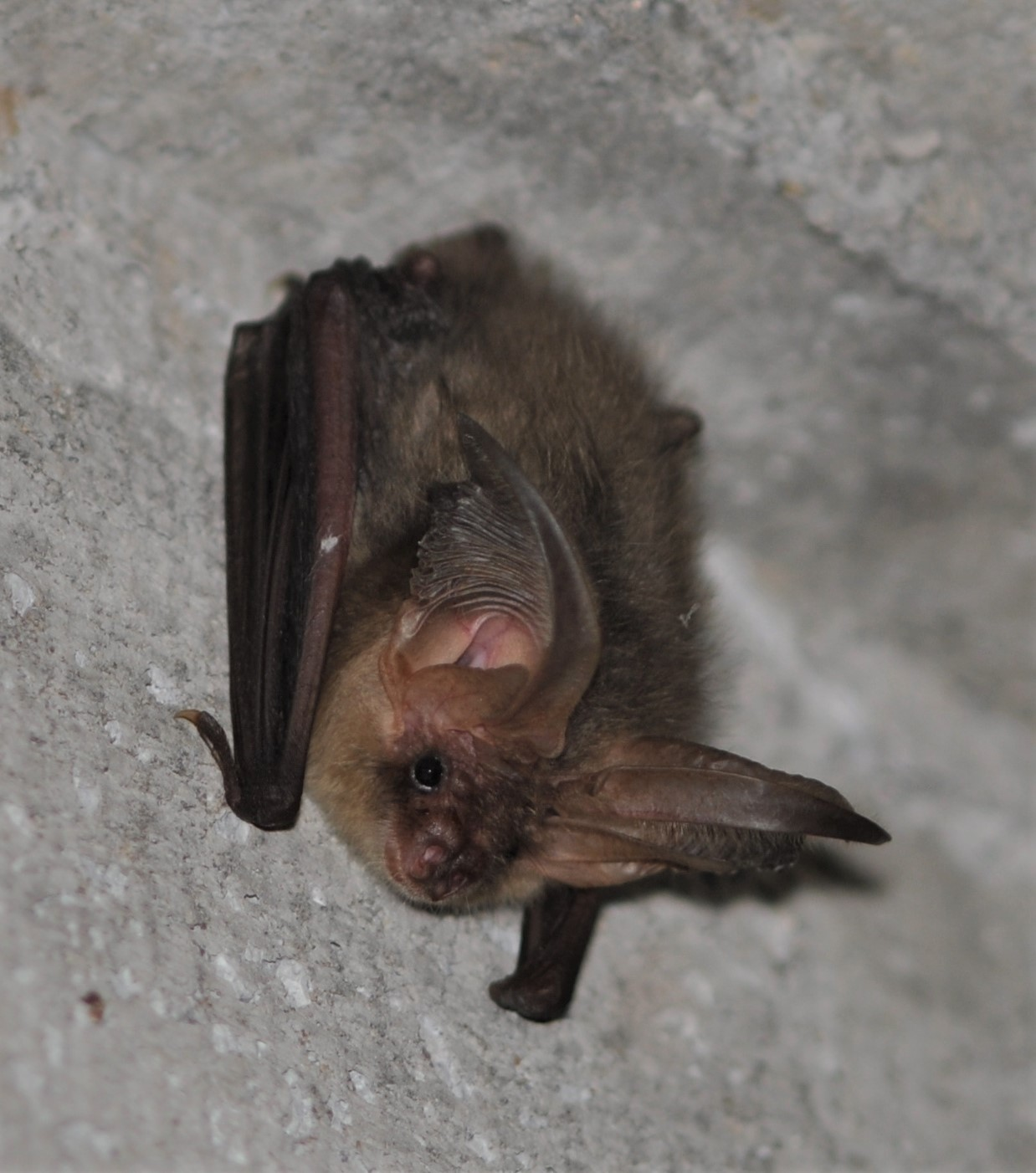
Oreillard roux.

Les documents historiques décrivent une forêt giboyeuse au Moyen Âge, sur une étendue quatre à cinq fois plus importante et avec une pression humaine bien moindre. De nombreuses espèces ont disparu au cours des siècles en raison des chasses et de la dégradation et fragmentation de leur habitat. La liste est longue : aurochs, élan, daim, ours brun, lynx ou chat sauvage ; les derniers de ce que l’on considère comme le « grand gibier », sanglier, cerf, chevreuil et loup ont été exterminés avant la fin de la période française (1815). La loutre, le blaireau européen, la martre, et le lièvre ont disparu plus récemment, ainsi qu’un nombre bien plus important d’insectes.
Aujourd’hui, les seuls représentants des grands mammifères sont les chevreuils, réintroduits après leur complète disparition. Leur population reste limitée en raison des nombreuses contraintes et facteurs de stress spécifiques à la forêt de Soignes : forte fréquentation humaine, présence de nombreux chiens, territoire réduit et habitats isolés au milieu d’un environnement fortement urbanisé et fragmenté par des routes et voies ferrées, infranchissables pour une grande partie de la faune, et manque de gros bois mort et d’une strate dense de sous-bois et broussailles où les animaux pourraient se réfugier (effet pervers de la sylviculture conventionnelle, qui tend à susciter des hêtraies équiennes, faites d’arbres de même classe d’âge).
Depuis le début de l’année 2007, quelques sangliers ont été également aperçus dans la forêt, sans que l’on sache s’ils y ont été transportés par des hommes ou y ont migré par leurs propres moyens.
Les renards roux, eux aussi réapparus (depuis quelques décennies) contribuent à réguler les populations de micro-rongeurs, et autres micromammifères, ainsi que de lapins. Comme dans toutes les villes européennes, ils s’enhardissent de plus en plus à visiter les jardins des quartiers limitrophes de la forêt.
Les petits mammifères sont représentés par les rongeurs, campagnols, mulots, souris et rats ainsi que par leurs prédateurs, belettes, hermines ou putois ainsi que par l’écureuil roux arboricole et depuis le dernier quart du XXe siècle, le Tamia de Sibérie (Tamias sibiricus), introduit accidentellement et qui s’est fortement multiplié, entrant en compétition non pas avec son cousin indigène, dont il ne partage pas la même niche écologique, mais avec ceux des oiseaux qui nichent au sol.
La forêt de Soignes abrite également pas moins de 14 variétés de chauve-souris dont la plupart sont des espèces menacées.
L’avifaune y est représentée par une centaine d’espèces, sédentaires ou migratrices, dont les populations de certaines d'entre elles sont malheureusement en diminution. Plusieurs espèces de passereaux nicheurs connaissent notamment un déclin important comme les Mésanges noires, boréales et nonnettes, le Pouillot siffleur, le Gobemouche gris et la Grive draine. Autre espèce emblématique des massifs forestiers d'Europe, la Bécasse des bois a vu sa population nicheuse diminuer en forêt de Soignes au cours des dernières années mais sa tendance exacte et les causes de cette diminution restent à déterminer même si la gestion sylvicole peu favorable à l'espèce ainsi que le dérangement humain et la prédation par les carnivores terrestres doivent avoir un impact négatif. La forêt de Soignes abrite également différentes espèces de rapaces, diurnes et nocturnes, dont la Chouette hulotte, le Hibou moyen-duc, la Buse variable, la Bondrée apivore, l'Épervier d'Europe, l'Autour des palombes, le Faucon hobereau et occasionnellement le Faucon crécerelle. Les columbidés y sont surtout représentés par le Pigeon ramier et le Pigeon colombin, les corvidés par la Pie bavarde, la Corneille noire, le Geai des chênes et récemment le Grand Corbeau qui a colonisé naturellement le massif, vraisemblablement depuis des populations de Haute Belgique. Les picidés y sont représentés par le Pic vert, le Pic épeiche, le Pic noir, le Pic mar et le Pic épeichette, la population de cette dernière espèce étant en diminution également. Le Pic cendré y a été observé occasionnellement mais aucune preuve de nidification n'a pour l'instant été attestée. Différentes espèces aquatiques peuvent être observées à proximité des étangs, ruisseaux et plans d'eau ; canards, Gallinules poules d’eau, Foulques macroules, Hérons cendrés, Martins-pêcheurs, Bergeronnette des ruisseaux. Historiquement et jusqu'au milieu du vingtième siècle, l'Engoulevent d'Europe était un nicheur régulier dans les clairières et landes de la forêt de Soignes. Cependant, le changement dans les pratiques sylvicoles et le reboisement naturel de ces zones ouvertes ont eu pour effet de rendre l'habitat peu accueillant pour l'espèce et elle n'y a plus niché avec certitude depuis 1989. Correctement mise en place, une politique de création et de maintien de clairières et autres zones ouvertes permanentes et protégées pourrait favoriser le retour de cette espèce nicheuse rare en Belgique et profiter à d'autres espèces d'oiseaux, plantes, reptiles et insectes. 
Les écosystèmes fragiles des mares et étangs sont peuplés de poissons (dont la bouvière, espèce protégée) et de batraciens menacés d’extinction en raison de la pollution et de l’apparition d’espèces prédatrices exotiques relâchées inconsidérément, comme certaines tortues, grenouilles et serpents, ou envahisseuses et destructrices de leur biotope comme la carpe.
Les invertébrés n’ont pas été très étudiés. Il existe néanmoins des investigations scientifiques partielles, en particulier concernant les araignées et les coléoptères qui démontrent leur importance dans cette forêt-ci où on a calculé 38 espèces de coléoptères (Lucanus cervus, protégé ; Carabus auronitens var. putzeysi, endémisme belge, etc.) et 137 espèces d’araignées (Philodromus praedatus (sv), endémisme belge ; Achaearanea simulans (sv) et Walckenaeria corniculans (sv) entre autres comme Atypus affinis découverte récemment). Par rapport aux lépidoptères, on a constaté une forte diminution de papillons – l’azuré commun (Polyommatus icarus), le machaon (Papilio machaon), etc. –due à la suppression de leurs biotopes, et on a pu observer 16 espèces différentes de fourmis et des espèces d’abeilles comme Apis mellifica parmi les hyménoptères. On trouve aussi des Collembola des diptères comme les Empididae, et dans d’autres groupes d’invertébrés, des crustacés comme les cladocères, des mollusques, des nématodes, etc.
La présence des espèces autochtones a été réduite par la présence d’espèces exotiques invasives, comme la chenille mineuse (Cameraria ohridella), un ravageur défoliateur. Il y a d’autres ravageurs comme les coléoptères xylophages de la famille des scolytes, et l’introduite coccinelle multicolore (Harmonia axyridis)

### Flore et fonge

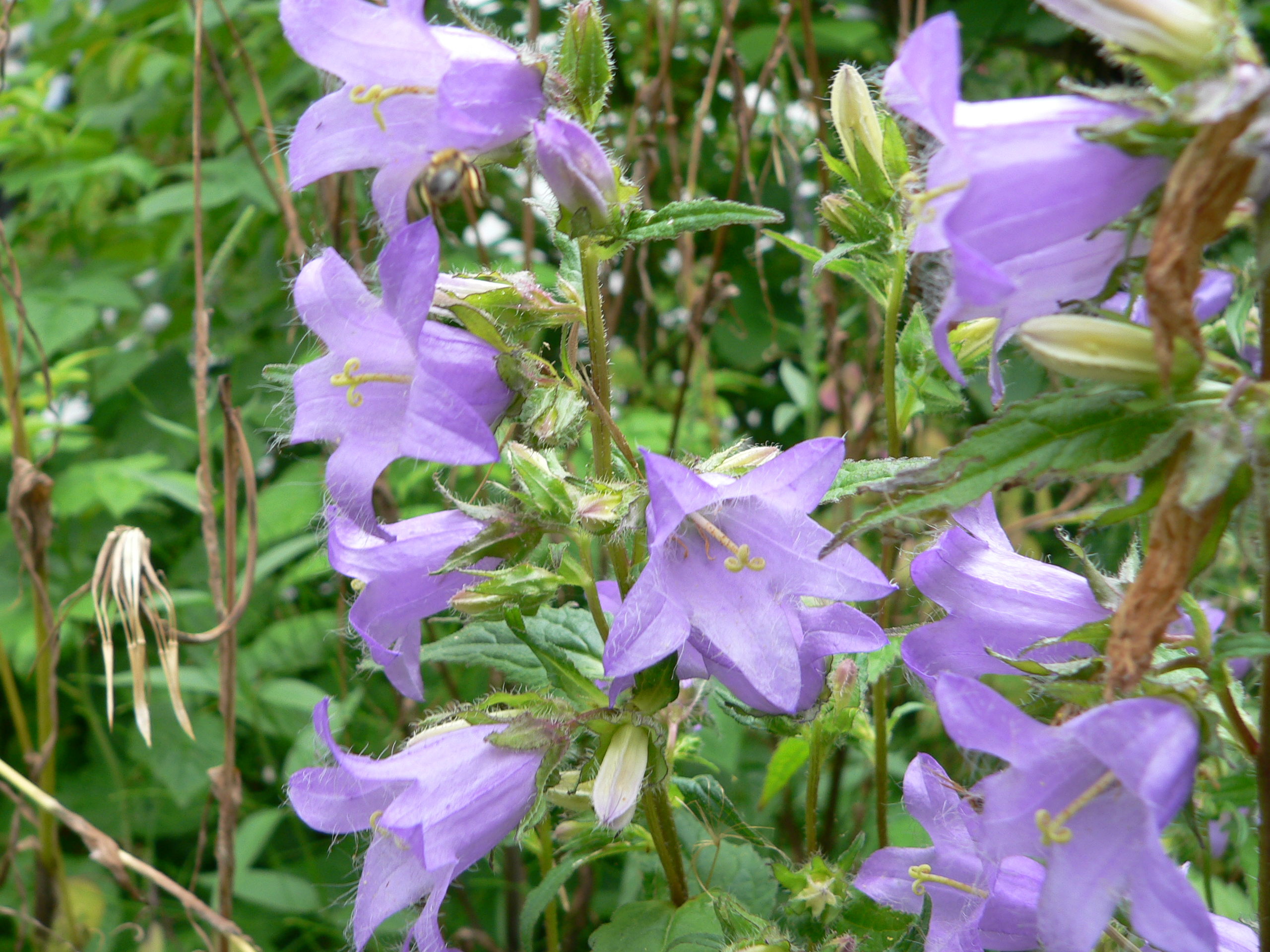
Campanule gantelée.

Les parcelles de hêtraie âgées ne permettent qu’à très peu de plantes de s’installer. Les futaies forment une voûte serrée qui ne laisse filtrer que peu de lumière, les feuilles mortes de hêtre forment une épaisse litière qui ne se décompose que très lentement et acidifie le sol, seules quelques plantes herbacées s’en accommodent.

Sur les pentes érodées sablonneuses plantées de mélèze ou de pin sylvestre, les fougères poussent en abondance.

Partout où les groupements forestiers sont plus diversifiés, mélange d’essences, parmi lesquelles le chêne pédonculé, le frêne, l’érable sycomore, le merisier, le charme et le bouleau, on rencontre une flore plus riche.
Y fleurissent entre autres, l’anémone sylvestre, la ficaire fausse-renoncule, la jacinthe des bois, l’euphorbe des bois, le chèvrefeuille des bois, Campanule gantelée, l’aspérule odorante ou, le long des sentiers, la Balsamine des bois (l’Impatience), connue pour ses fruits qui, lorsqu’ils sont mûrs, explosent en projetant leurs graines dès qu’on les touche.
Les zones humides et marécageuses offrent un grand intérêt botanique, certaines comme le vallon du Vuylbeek, menacé d’assèchement, ont été curées et les peupliers qui y avaient été plantés ont été abattus ; devenu réserve naturelle, on y voit sous les aulnes réapparaître de nombreuses espèces végétales qui attirent les insectes, dont les libellules.
Les champignons sont représentés par plus de 1 000 espèces. Malgré l’interdiction, la cueillette, ajoutée au piétinement et à la pollution, les rend susceptibles de disparition. Certaines zones clôturées leur offrent des refuges qui leur permettent de recoloniser le terrain.

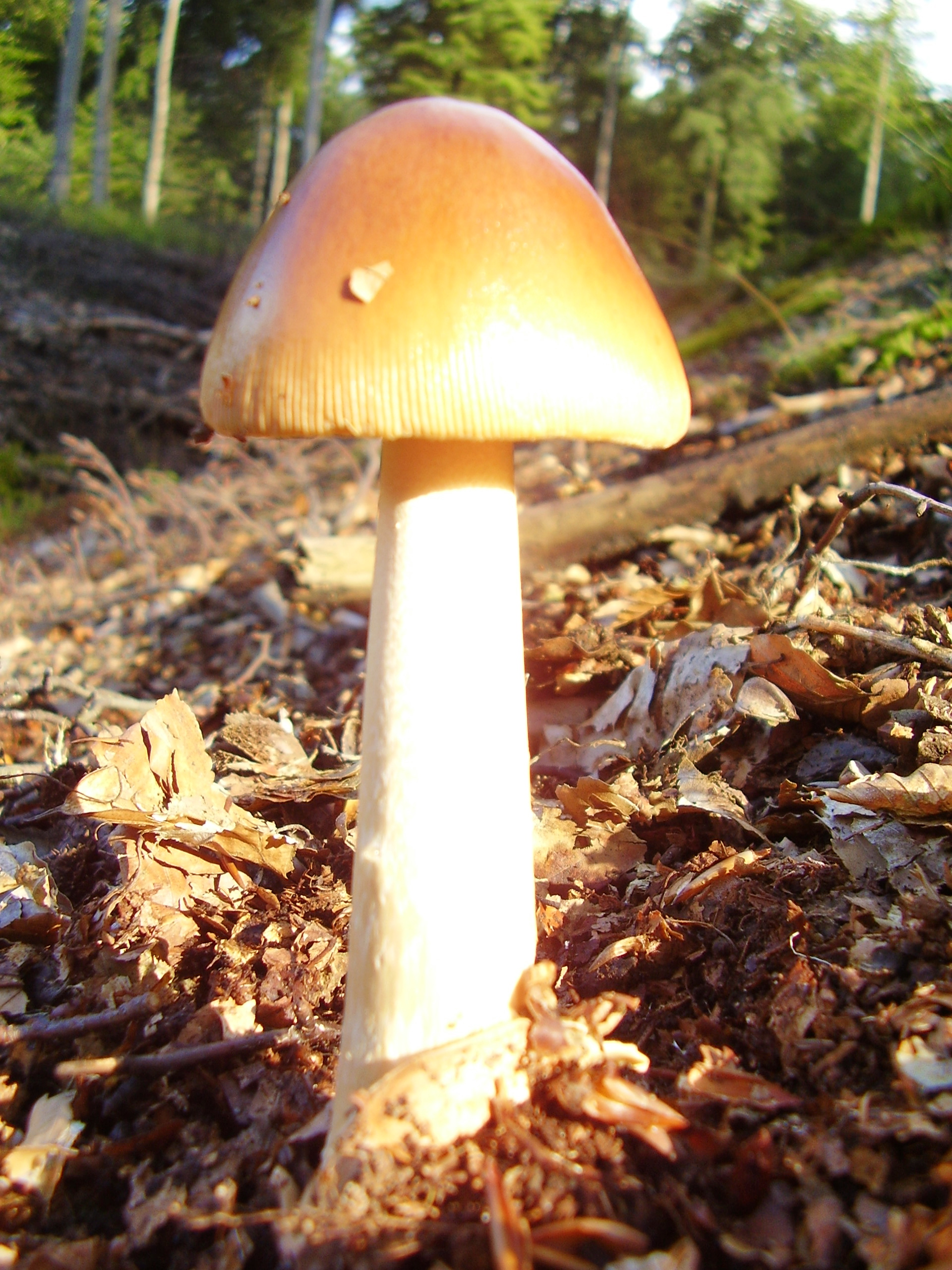
Amanite fauve.
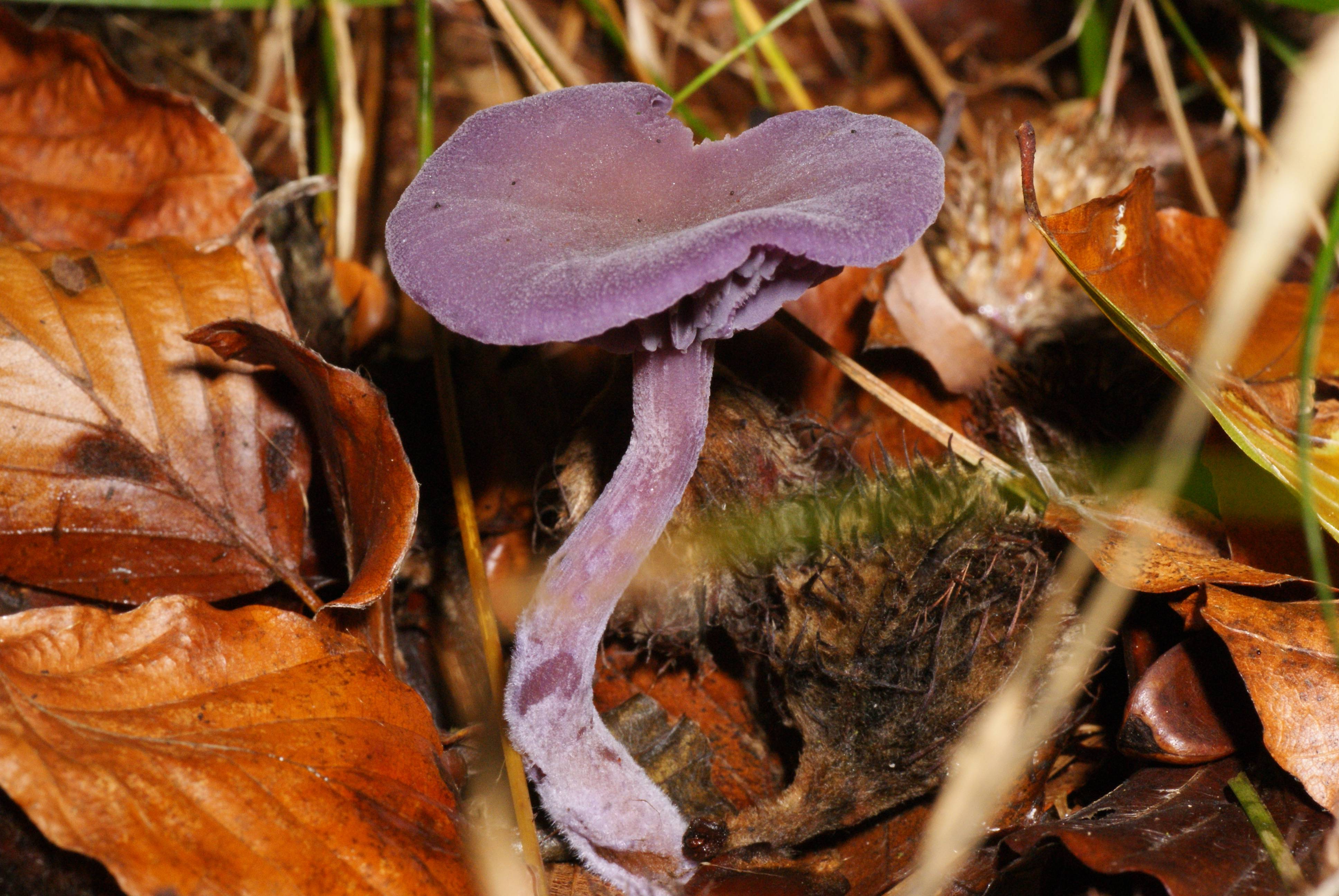
Laccaire améthyste.
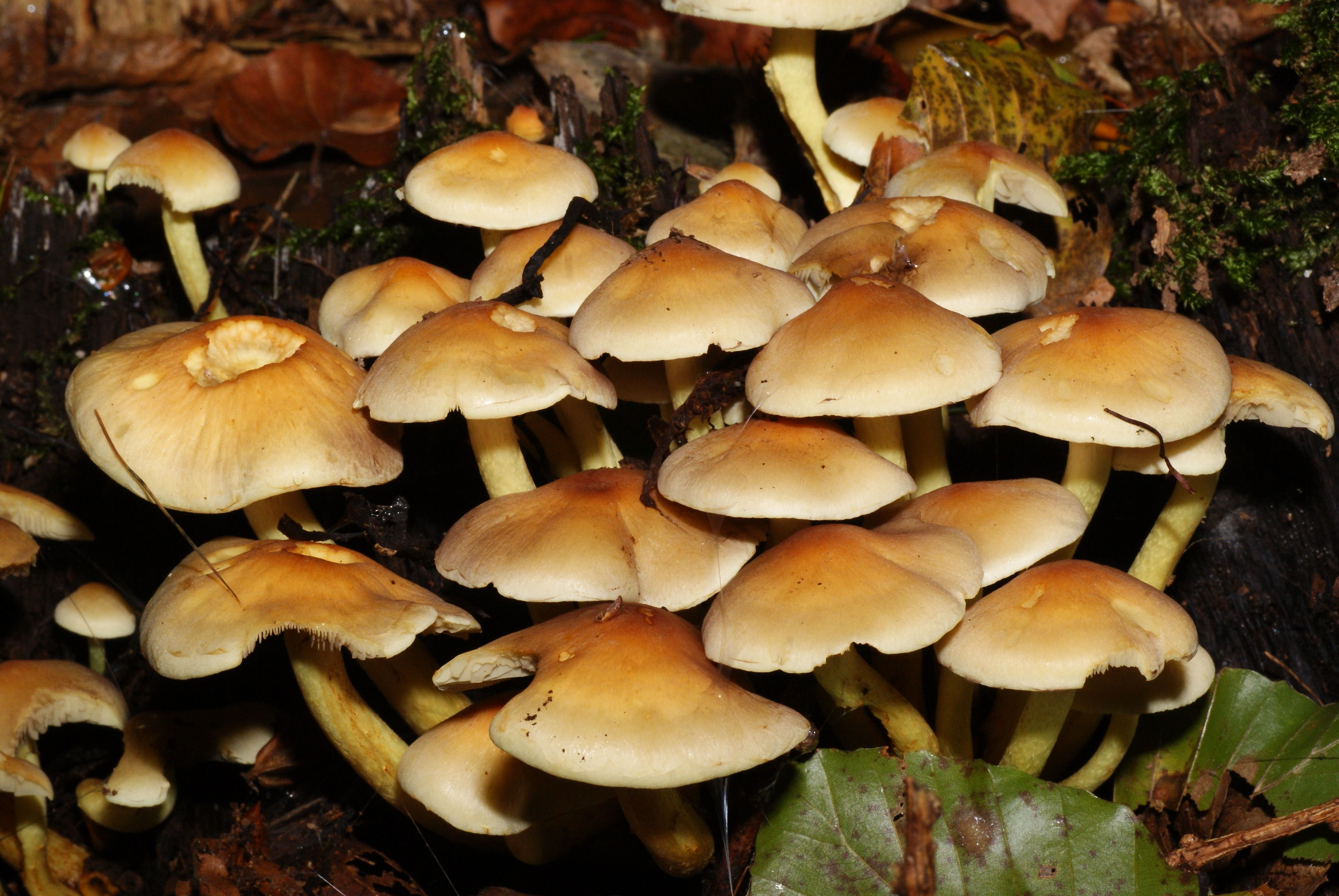
Hypholome en touffe.

Les nombreuses espèces de lichens et les mousses sont des indicateurs précieux de l’évolution de la qualité de l’air et du sol.

### Fragmentation forestière, projet de défragmentation
Outre — localement — victimes de la surfréquentation et du dérangement, les espèces forestières du massif sont victimes d’insularisation écologique, conséquence de la fragmentation forestière du massif.
Deux facteurs majeurs d’artificialisation, d’« effet de lisière » et de fragmentation écopaysagère existent : ce sont la chaussée de la Hulpe, et la ligne de chemin de fer 161. Ces deux axes sont proches l’un de l’autre (effet « double barrière ») et presque parallèles. Ils sont en outre source de bruit et de pollution, de mortalité par collision des animaux avec les camions, voitures et trains, et ils sont très fréquentés : Le premier de ces axes reliant le Ring 0 à l’entrée de Bruxelles avec en 2008 environ 16 000 véhicules par jour (un toutes les six secondes) et le second reliant Bruxelles au Luxembourg avec 4 voies accueillant, en 2008, 190 trains par jour ouvrable (un train toutes les huit minutes).
En 2008 après une étude ayant porté sur les liens résiduels entre les blocs forestiers ainsi séparés, l’IBGE a préconisé la création de deux écoducs de grande taille (de type écoviaduc, large d’au moins 60 m) pour restaurer un minimum de connectivité écologique entre les parties de ce massif artificiellement isolées les uns des autres. Idéalement et pour des raisons écologiques, ces écoviaducs auraient dû être positionnés au niveau de la vallée du Vuilbeek et de la vallée des Enfants noyés, mais pour des raisons de coût, ils devraient être plutôt construits au-dessus de la chaussée de la Hulpe pour le premier (écoduc mixte, c’est-à-dire permettant le passage de promeneurs, cyclistes et cavaliers), et au nord de la drève des Bonniers pour le second (sans usage partagé avec piétons ou cyclistes, car ceci diminuerait leur utilisation par la faune). À eux seuls ces deux écoducs permettraient un début de restauration de l’intégrité écologique du massif (pour 33,6 % du massif de Soignes (soit 1 474 ha, et 89 % de la partie bruxelloise de la forêt selon M. Vanwijnsberghe de l’IBGE). Ces écoducs doivent permettre de reconnecter 1 474 ha en un seul bloc, correspondant à 33,6 % de la forêt de Soignes (4 383 ha). Une co-utilisation récréative est étudiée.
Et en 2013, avec l’aide du programme européen Life +, Life le projet « OZON » porté par l’Agentschap voor Natuur en Bos va « relier différentes zones à haute valeur écologique de la forêt de Soignes par la construction passages à faune (passages souterrains, viaducs ou galeries) et l’installation de clôtures afin d’empêcher l’accès des animaux sauvages aux routes et aux voies ferrées » ; il s’agit aussi d’améliorer la protection de la biodiversité par une gestion forestière plus respectueuses de la nature « (par exemple avec la restauration des lisières le long du ring de Bruxelles et la création d’espaces ouverts) et par un déplacement des activités récréatives vers des zones moins sensibles ».

## Annexes

Image panoramique de la piste d'entrainement de la forêt de Soignes. Au centre, la drève Saint Cornélius.

### Articles connexes

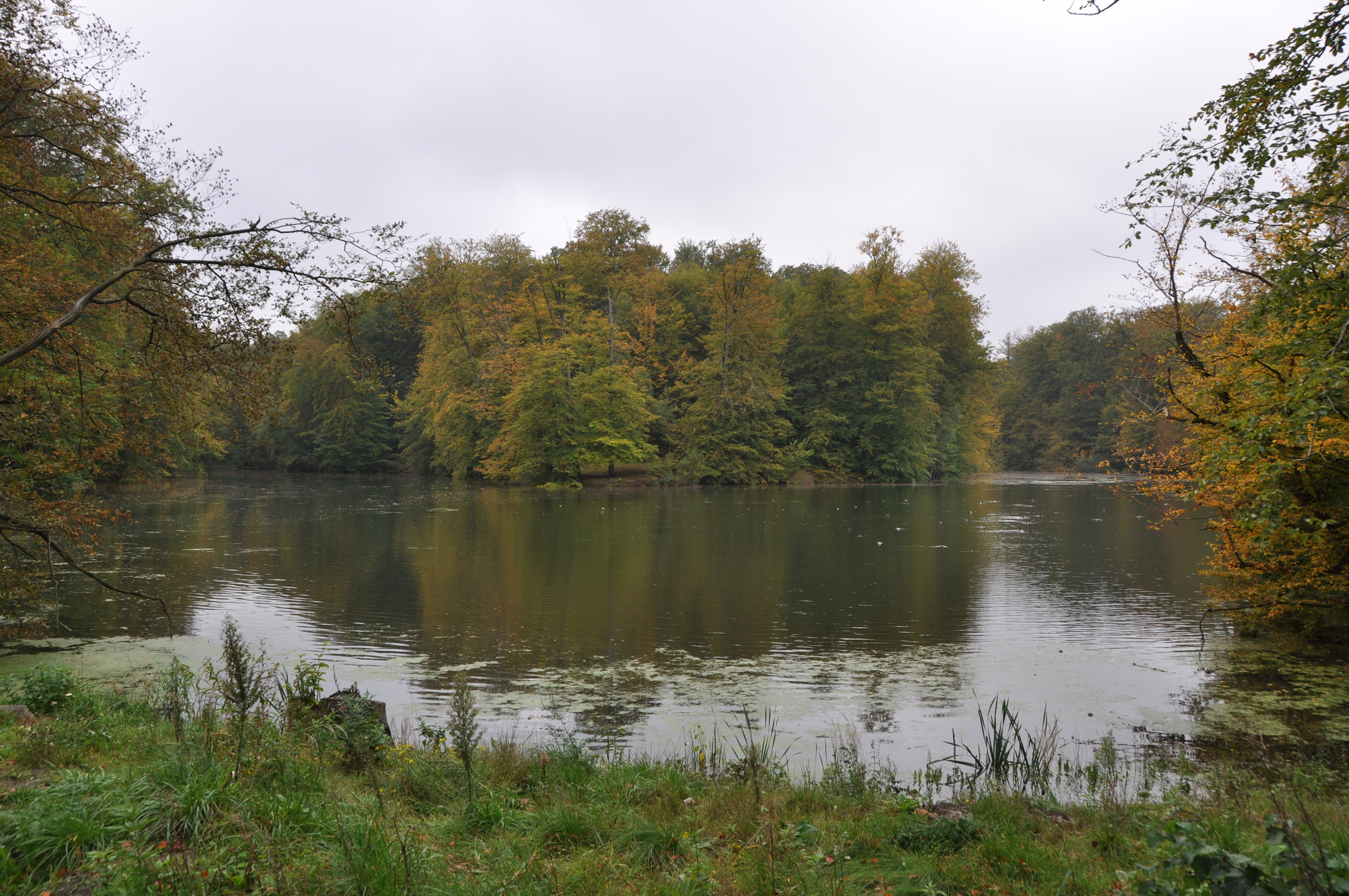
L’étang de la Patte d’Oie.

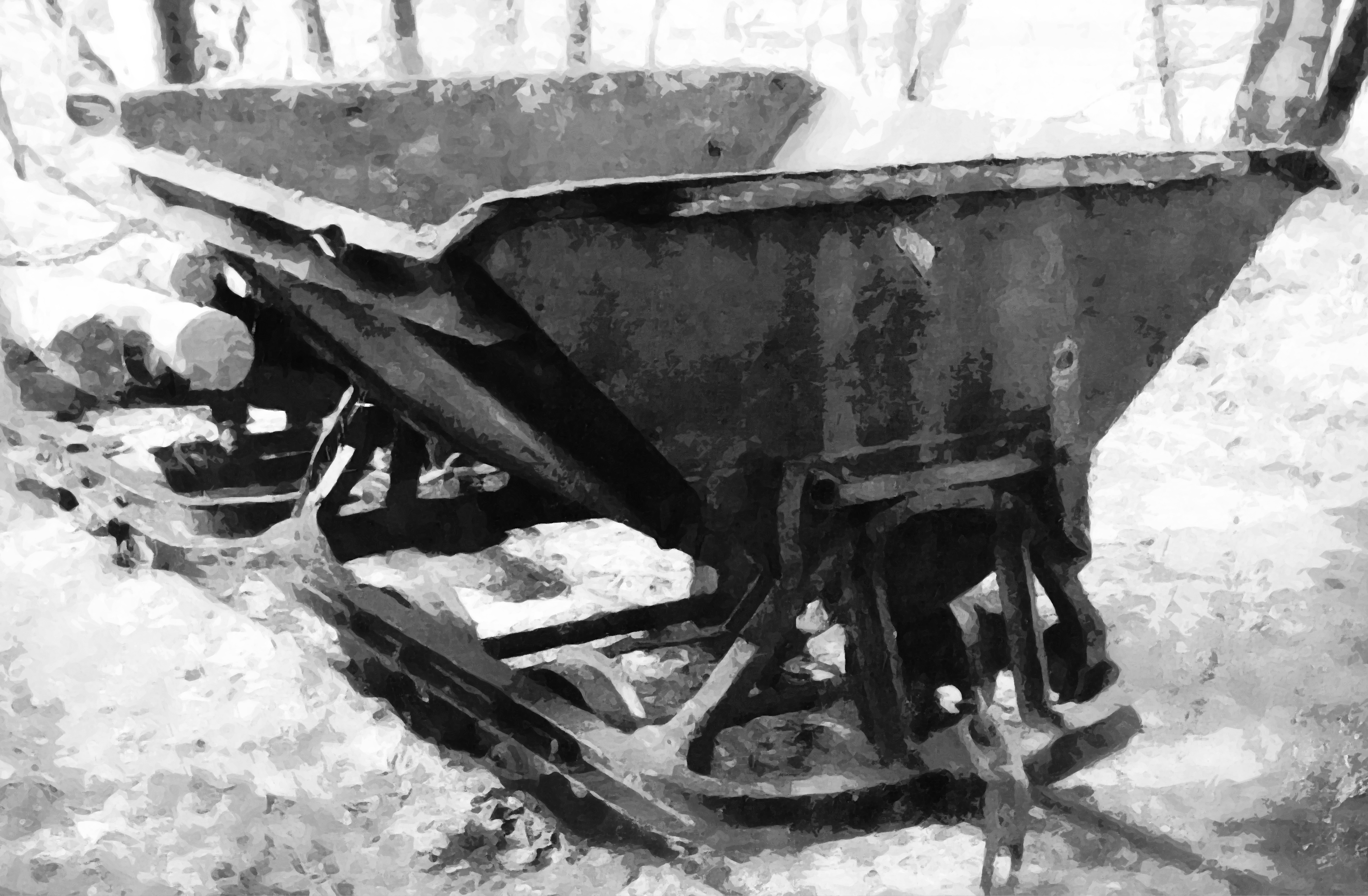
Wagonette Decauville ^{(it)} Decauville utilisé par l'ancien chemin de fer de la forêt de Soignes.

#### Listes

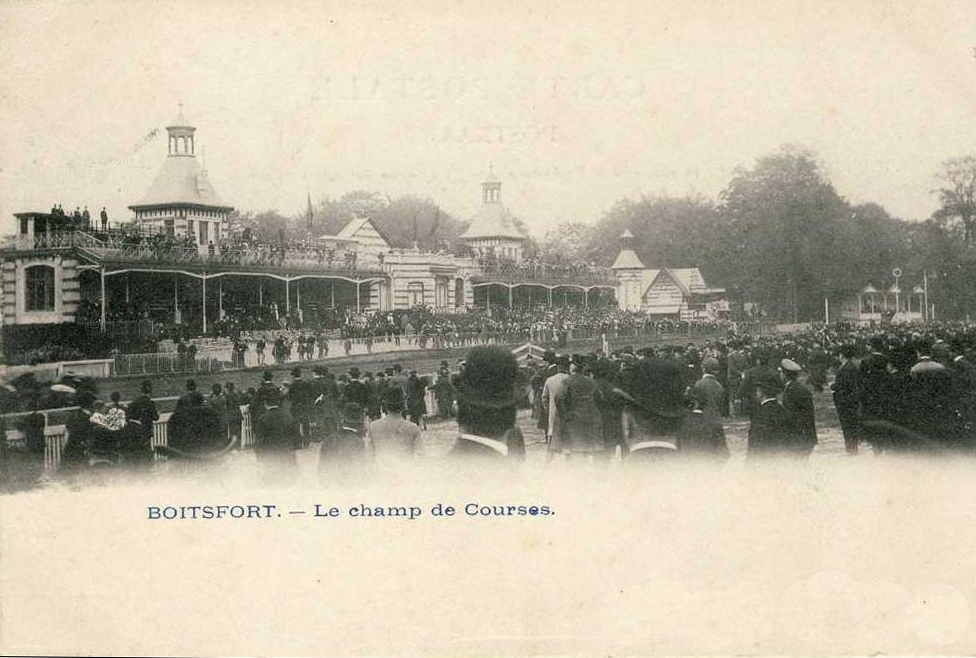
La pelouse et les tribunes de l’ancien hippodrome de Boitsfort.

- Liste des monuments classés d'Uccle
- Anciens prieurés dans la forêt de Soignes
- Hippodromes dans la forêt de Soignes
- Châteaux dans la forêt de Soignes
- Ruines dans la forêt de Soignes